# Ryuusei Rocket
«Ryuusei Rocket» (流星ロケット) es el decimotercer sencillo de la banda Oshare Kei: Antic Cafe, publicado en 2007 y perteneciente al álbum Gokutama Rock Cafe.
El sencillo fue utilizado como tema de apertura de la serie de acción real de Fūma no Kojirō, basada en el manga creado por Masami Kurumada.

## Canciones

### Limited Edition

#### CD
| N.º | Título                                                 | Duración |  |
| 1.  | «Ryuusei Rocket (流星ロケット)»                        | 4:35     |  |
| 2.  | «Koi no Dependece (恋のディペンデンス)»                | 4:05     |  |
| 3.  | «Ryuusei Rocket (流星ロケット)» (Instrumental)         | 4:35     |  |
| 4.  | «Koi no Dependece (恋のディペンデンス)» (Instrumental) | 4:05     |  |

#### DVD
| N.º | Título                                              | Duración |  |
| 1.  | «Ryuusei Rocket (流星ロケット)» (Promotional Video) | 4:47     |  |

### Regular Edition
| CD  |                                                        |          |  |
| N.º | Título                                                 | Duración |  |
| 1.  | «Ryuusei Rocket (流星ロケット)»                        | 4:35     |  |
| 2.  | «Koi no Dependece (恋のディペンデンス)»                | 4:05     |  |
| 3.  | «Ryuusei Rocket (流星ロケット)» (Instrumental)         | 4:35     |  |
| 4.  | «Koi no Dependece (恋のディペンデンス)» (Instrumental) | 4:05     |  |